# Spółgłoska szczelinowa dwuwargowa dźwięczna
Spółgłoska szczelinowa dwuwargowa dźwięczna – rodzaj dźwięku spółgłoskowego występujący w językach naturalnych. W międzynarodowej transkrypcji fonetycznej IPA oznaczana symbolem [β].

## Artykulacja

### Opis
W czasie artykulacji podstawowego wariantu [β]:
- modulowany jest prąd powietrza wydychanego z płuc, czyli artykulacja tej spółgłoski wymaga inicjacji płucnej i egresji,
- tylna część podniebienia miękkiego zamyka dostęp do jamy nosowej, prąd powietrza uchodzi przez jamę ustną
- prąd powietrza w jamie ustnej przepływa ponad całym językiem lub przynajmniej powietrze uchodzi wzdłuż środkowej linii języka
- dolna warga zbliża się do górnej wargi, tworząc płaską szczelinę; szczelina ta jest na tyle wąska, że przepływ powietrza wydychanego z płuc tworzy charakterystyczny szum
- wiązadła głosowe periodycznie drgają - spółgłoska ta jest dźwięczna
- pozycja języka i ust może zależeć od kontekstu, w jakim występuje głoska

### Warianty
Opisanej powyżej artykulacji może towarzyszyć dodatkowo:
- wzniesienie środkowej części grzbietu języka w stronę podniebienia twardego, mówimy wtedy o spółgłosce zmiękczonej (spalatalizowanej): [βʲ]
- wzniesienie tylnej części grzbietu języka w kierunku podniebienia tylnego, mówimy spółgłosce welaryzowanej: [βˠ]
- zaokrąglenie warg, mówimy wtedy o labializowanej spółgłosce [βʷ]

Artykulacja spółgłoski szczelinowej [β] różni się od artykulacji spółgłoski wargowo-zębowej [v] tylko miejscem powstania szczeliny.

### Przykłady
- w języku cziczewa: Malaŵi [malaβi] "Malawi"
- w języku turkmeńskim: watan [βaˈtan] "kraj"

## Terminologia
Spółgłoska szczelinowa dwuwargowa to inaczej spółgłoska frykatywna bilabialna.

## Spółgłoska półotwarta dwuwargowa
W niektórych językach występuje spółgłoska półotwarta dwuwargowa, w czasie artykulacji której szczelina między wargami jest większa. Nie ma dla niej odrębnego symbolu w IPA. Gdy niezbędne jest odróżnienie jej od spółgłoski szczelinowej, stosuje się zapis ze znakiem diakrytycznym wskazującym na szerszą szczelinę: [β̞].

### Artykulacja

#### Opis
W czasie artykulacji podstawowego wariantu [β̞]:
- modulowany jest prąd powietrza wydychanego z płuc, czyli artykulacja tej spółgłoski wymaga inicjacji płucnej i egresji,
- tylna część podniebienia miękkiego zamyka dostęp do jamy nosowej, prąd powietrza uchodzi przez jamę ustną
- prąd powietrza w jamie ustnej przepływa ponad całym językiem lub przynajmniej powietrze uchodzi wzdłuż środkowej linii języka
- odległość między wargami nie jest na tyle mała, by wywołać turbulentny przepływ powietrza - jest to spółgłoska półotwarta.
- wiązadła głosowe periodycznie drgają, spółgłoska ta jest dźwięczna
- pozycja języka i ust może zależeć od kontekstu, w jakim występuje głoska.

#### Przykłady
- w języku hiszpańskim[1]: lavar [läˈβ̞äɾ] "myć"
- w języku limburskim[2][3][4][5]: wèlle [ˈβ̞ɛ̝lə] "chcieć" (wyraz z dialektu Maastricht)